# Escape and Plasma Acceleration and Dynamics Explorers
Escapade (Escape and Plasma Acceleration and Dynamics Explorers, stilisierte Abkürzung EscaPADE) ist eine geplante Raumfahrtmission im Rahmen des Simplex-Programms der NASA zur Erforschung des Planeten Mars unter der Leitung des Space Sciences Laboratory (SSL) der UC Berkeley. Sie besteht aus zwei Orbitern, welche die Marsatmosphäre und die Magnetosphäre des Mars untersuchen sollen.

## Aufbau
Die beiden baugleichen Raumsonden mit den Namen „Blue“ und „Gold“ basieren auf dem Photon-Satellitenbus von Rocket Lab. Die Stromversorgung der beiden Orbiter erfolgt jeweils über zwei Solarpaneele. Zur Feststellung der Position und Ausrichtung der Sonden verfügen sie jeweils über zwei ST-16RT2-Sternsensoren und vier SS-411-Sonnensensoren. Das Kommunikationssystem der Raumsonden verfügt über zwei Patchantennen mit mittlerem Gewinn und vier Patchantennen mit niedrigem Gewinn. Zudem besitzen beide Orbiter einen Ausleger, auf dem ein Teil der Instrumentierung befestigt ist.
Die Sonden sind jeweils mit den folgenden Instrumenten ausgestattet:
- Magnetometer (EMAG) – Beitrag des Goddard Space Flight Center

- zwei elektrostatische Analysatoren (EESA-i und EESA-e) – Beitrag des Space Sciences Laboratory

- Langmuir-Sonde (ELP) – Beitrag der Embry-Riddle Aeronautical University

## Geplanter Missionsverlauf
Escapade soll 2025 von der Rampe 36 der Cape Canaveral Space Force Station in Florida mit einer New-Glenn-Rakete von Blue Origin starten. Frühestens im September 2027 sollen die beiden Sonden den Mars erreichen und in einen Orbit einbremsen. Die auf elf Monate ausgelegte Primärmission soll dann nach Anpassung der Umlaufbahn beginnen.